# Banja Luka-i nemzetközi repülőtér
A Banja Luka-i nemzetközi repülőtér (bosnyák nyelven Međunarodni aerodrom Banja Luka/Међународни аеродром Бања Лука; (IATA: BNX, ICAO: LQBK); a közeli falu neve után Mahovljani repülőtér néven is ismert) Bosznia és Hercegovina második legnagyobb városának, Banja Lukának a nemzetközi repülőtere. A város vasútállomásától kb. 18 km-re észak-északkeletre fekszik. Üzemeltetője az állami tulajdonú Aerodromi Republike Srpske.

## Története
A repülőtér építése 1976-ban kezdődött. A tervek szerint másodlagos jelentőségű repülőtérnek épült, ennek megfelelő utaskapacitással, arra a célra, hogy Jugoszlávia egyes belföldi járatai érintsék. A boszniai háborút lezáró daytoni egyezmény 1995 végén létrehozta a Boszniai Szerb Köztársaságot, melynek de facto fővárosa Banja Luka lett. Ezzel a repülőtér fontosabbá vált és teljesen új szerepet nyert. 1997. november 18-án nyitották meg a polgári légi forgalom előtt.
1999 és 2003 a repülőtér a Boszniai Szerb Köztársaság nemzeti légitársasága, az Air Srpska fő bázisa volt. A légitársaságot a Air Serbia és az ország kormánya hozta létre, de 2003-ban beszüntette működését, miután egyre több adósságot halmozott fel, és a Jat Airways felbontotta vele a partneri kapcsolatot. Az állam 2007-ben új légitársaságot alapított, Sky Srpska néven, és tervezték, hogy járatokat indít a Banja Luka-i repülőtérről, a légitársaság azonban, amely gépekkel sosem rendelkezett, 2013-ban megszűnt.
A repülőteret 2002-2003-ban nagyban fejlesztették, II. János Pál pápa 2003 júniusi látogatására készülve.
2010. december 15-én egy charterjárat repült Banja Lukából Brüsszelbe abból az alkalomból, hogy eltörölték a bosnyák állampolgárok számára a vízumkötelezettséget a schengeni államokba.
2011-ben a Banja Luka-i repülőtéren 8367 utas haladt át, ami 74%-os emelkedést jelentett 2010-hez képest.
Az évek során a repülőteret járatok kötötték össze Athénnal, Belgráddal, Koppenhágával, Frankfurttal, Ljubljanával, Salzburggal, Tivattal és Béccsel, részben az Air Srpskának köszönhetően. Az Austrian Airlines és a Montenegro Airlines is indított járatokat a repülőtérre az 1990-es évek végén, 2000-es évek elején, Bécsből, illetve Tivatból.
Az Air Srpska megszűnése óta a Boszniai Szerb Köztársaság kormánya többször is próbált állami támogatással új légitársaságokat csábítani Banja Lukába, többek közt a következőket:
- Air Serbia-járatok Belgrádba 2007 novembere és 2009 decembere közt, ATR 72 gépekkel
- Austrojet-járatok Salzburgba és Tivatba 2008 júliusa és decembere között, hetente háromszor, Dash 8-100 gépekkel
- Adria Airways-járatok Ljubljanába 2010 júliusa és 2011 novembere között, hetente négyszer, CRJ 200 gépekkel

A következő légitársaságok szintén indítottak járatokat a repülőtérre:
- Az Edelweiss Air 2015 júliusában heti két szezonális nyári járatot tervezett indítani Zürichbe, később azonban a járat indítása ellen döntött;
- A B&H Airlines 2005 és 2015 közt indított járatokat Zürichbe, valamint 2013 és 2015 közt szezonális chartereket Tivatba, de a légitársaság 2015-ben megszűnt.

## Légitársaságok és úti célok
| Légitársaság | Célállomások |
| ------------ | ------------ |
| Air Serbia   | Belgrád      |

## Megközelítése
A repülőtér Laktaši és Bosanska Gradiška települések területén épült, a Vrbas folyó széles völgyében, amely Lijevče polje felé terjed. Az új Banja Luka – Bosanska Gradiška autópályán elérhető.

## Statisztika
| Év/Hónap | Jan  | Feb  | Már  | Ápr  | Máj  | Ján  | Júl  | Aug  | Szep | Okt  | Nov  | Dec  | Összesen | Változás |
| 2016     | 1484 | 875  | -    | -    | -    | -    | -    | -    | -    | -    | -    | -    | 2359     | -21%     |
| 2015     | 1830 | 1154 | 1327 | 2090 | 2353 | 2085 | 2554 | 2591 | 2185 | 1782 | 1078 | 1771 | 22 800   | -17,5%   |
| 2014     | 1522 | 1352 | 1566 | 1942 | 2201 | 2797 | 3457 | 4011 | 2633 | 2503 | 1661 | 1991 | 27 636   | +212,7%  |
| 2013     | 518  | 448  | 400  | 431  | 601  | 530  | 844  | 893  | 713  | 824  | 434  | 2201 | 8837     | +37,6%   |
| 2012     | 791  | 424  | 178  | 408  | 402  | 377  | 589  | 688  | 610  | 642  | 550  | 765  | 6424     | −23,2%   |
| 2011     | 560  | 422  | 640  | 719  | 680  | 536  | 1209 | 942  | 707  | 830  | 545  | 577  | 8367     | +74,4%   |
| 2010     | -    | -    | -    | -    | -    | -    | -    | -    | 497  | 432  | 602  | -    | 4798     |          |

## Fordítás
- Ez a szócikk részben vagy egészben  a   Banja Luka International Airport című angol Wikipédia-szócikk ezen változatának fordításán alapul.  Az eredeti cikk szerkesztőit annak laptörténete sorolja fel. Ez a jelzés csupán a megfogalmazás eredetét és a szerzői jogokat jelzi, nem szolgál a cikkben szereplő információk forrásmegjelöléseként.